# Нови Мармарас
Нoви Мармарас (грч. Νέος Μαρμαράς, Неос Мармарас) је градић (летовалиште) у Грчкој на „прсту” Ситонија на полуострву Халкидики око 125 км од Солуна.

## Становништво
Нови Мармарас је имао 2.854 становника 2001. Током лета, популација се процењује на око 20.000. Место је смештено на три обалска брега, испод планина Итамос и Трагоудели (певајућа планина). Главне делатности су туризам, пољопривреда (маслине, вино, и мед), и риболов.
Већина становника је оригинално са острва Мармара у Мраморном мору, и из Партенона, малог села на планини Итамос. Нови Мармарас су основале грчке избеглице са острва Мармара 1925.

## Галерија
- Православна црква предња страна
- Црква поглед са мора
- Спомен обележје на цркви
- Звоник
- Залазак сунца
- Црквица на обали